# Bulldozer
 For alternative betydninger, se Bulldozer (flertydig). (Se også artikler, som begynder med Bulldozer)
En bulldozer er et bæltekøretøj med frontskær som bliver brugt til tungt anlægsarbejde, som planeringsarbejde i ujævnt terræn, vejarbejde for at flytte store mængder jord, sand, grus og andet tilsvarende materiale. Bælterne på bulldozeren har stor overflade, og derfor har maskinen et lavt marktryk. Dette gør at bulldozere kan arbejde på løst eller vådt underlag, hvor andre maskiner ikke får greb og kan bevæge sig frem. Bulldozere bliver produceret i mange forskellige størrelser, med vægt fra nogen få ton til over 150 ton.

## Navnet
Ordet bulldozer kommer af amerikansk-engelskto bulldoze, som betyder at tvinge nogen ved brug af skræmsel og magt. Ordet blev først brugt i den amerikanske delstat Louisiana om en person som ved valg søgte at forskrække negre til at stemme på en bestemt måde. Senere blev navnet brugt om en faldhammer eller større presser, mens det i dag er så godt som ensbetydende med anlægsmaskinen bulldozer.